# ポップ・ポップ
『ポップ・ポップ』（Pop Pop）は、アメリカ合衆国のシンガーソングライター、リッキー・リー・ジョーンズが1991年に発表したカバー・アルバム。

## 背景
ジャズ・スタンダード主体の選曲で、ジョーンズ自身は本作の作風を「普通のピアノ、ベース、ドラムのセットアップとは全く違った、ジャズの楽曲の表現」と説明している。ただし、ロック・ミュージシャンによる楽曲も含まれており、「アップ・フロム・ザ・スカイズ」はジミ・ヘンドリックス、「カミン・バック・トゥ・ミー」はジェファーソン・エアプレインのマーティ・バリン作の楽曲である。
レコーディングにはロベン・フォード、ジョー・ヘンダーソン、チャーリー・ヘイデンといったジャズ・ミュージシャンが参加した。共同プロデューサーのデヴィッド・ウォズによれば、マイルス・デイヴィスの起用も検討されたが、ギャラが高いことから断念し、またフレディ・ハバードにも参加を依頼したが実現しなかったという。

## 反響・評価
アメリカの総合アルバム・チャートBillboard 200では121位に達し、『ビルボード』のコンテンポラリー・ジャズ・アルバム・チャートでは8位を記録した。
ザック・ジョンソンはオールミュージックにおいて5点満点中3点を付け「彼女が1979年のデビュー作で提示したフォーク的スタイルのファンは、これらのソウルフルなジャズの解釈に大した価値を見出せないかもしれないが、それでも本作は彼女の発展的な才覚、そして単一のカテゴリに縛られるのを良しとしない意志を提示している」と評している。一方、レナード・フェザーは『ロサンゼルス・タイムズ』紙に批判的なレビューを寄稿し「一連のポップと疑似ジャズのクロスオーヴァー作品としては最新かつ最低な、大胆だができそこないの作品」「彼女はひどい風邪をひいていたのか、たまたま鼻炎だったのか、それとも彼女はこれがソウルフルに聴こえると思ったのか?」と評している。

## 収録曲
1. マイ・ワン・アンド・オンリー・ラヴ - "My One and Only Love" (Guy Wood, Robert Mellin) - 5:56
2. スプリング・キャン・リアリー・ハング・ユー・アップ・ザ・モースト - "Spring Can Really Hang You Up the Most" (Fran Landesman, Tommy Wolf) - 3:57
3. ハイリリ・ハイロ - "Hi-Lili, Hi-Lo" (Bronisław Kaper, Helen Deutsch) - 3:38
4. アップ・フロム・ザ・スカイズ - "Up from the Skies" (Jimi Hendrix) - 4:32
5. セカンド・タイム・アラウンド - "Second Time Around" (Jimmy Van Heusen, Sammy Cahn) - 4:52
6. ダット・デア - "Dat Dere" (Bobby Timmons, Oscar Brown) - 4:10
7. アイル・ビー・シーイング・ユー - "I'll Be Seeing You" (Irving Kahal, Sammy Fain) - 3:16
8. バイ・バイ・ブラックバード - "Bye Bye Blackbird" (Mort Dixon, Ray Henderson) - 2:23
9. ザ・バラード・オブ・ザ・サッド・ヤング・メン - "The Ballad of the Sad Young Men" (F. Landesman, T. Wolf) - 4:22
10. アイ・ウォント・グロウ・アップ - "I Won't Grow Up" (Carolyn Leigh, Mark Charlap) - 3:12
11. ラヴ・ジャンクヤード - "Love Junkyard" (David Weiss, John Keller) - 4:11
12. カミン・バック・トゥ・ミー - "Comin' Back to Me" (Marty Balin) - 5:36

## 参加ミュージシャン
- リッキー・リー・ジョーンズ - ボーカル、アコースティック・ギター、ボーカル・アレンジ、ホーン・アレンジ
- ロベン・フォード - ナイロン弦ギター(on #1, #2, #3, #5, #6, #9, #10, #11)、アコースティック・ギター(on #4, #7)
- マイケル・オニール - ナイロン弦ギター(on #4, #11)
- チャーリー・ヘイデン - ダブル・ベース(on #1, #2, #3, #9, #10)
- ジョン・レフトウィッチ - ダブル・ベース(on #4, #5, #6, #7, #8, #11, #12)
- ディノ・サルーシ - バンドネオン(on #1, #3, #9)
- スティーヴ・キンドラー - ヴァイオリン(on #5)
- ジョー・ヘンダーソン - サクソフォーン(on #6, #8)
- ウォルフレッド・レイズ - スネアドラム(on #6)、ボンゴ(on #6, #11)、ブラシ(on #8)、シェイカー(on #11)
- ボブ・シェパード - クラリネット(on #7)、サクソフォーン(on #11)
- チャーリー・シューメイク - ヴィブラフォン(on #11)
- マイケル・グライナー - ハーディ・ガーディ(on #12)、グラス・ハーモニカ(on #12)
- デヴィッド・ウォズ - バックグラウンド・ボーカル(on #6)、ジャンク(on #11)
- テリー・ブラッドフォード - バックグラウンド・ボーカル(on #10)
- ダニー・ジェラード - バックグラウンド・ボーカル(on #10)
- エイプリル・ゲイ - バックグラウンド・ボーカル(on #11)
- アーノルド・マッカラー - バックグラウンド・ボーカル(on #11)